# لانگت-هیگینز
لانگت-هیگینز ممکن است نام خانوادگی این اشخاص باشد:
- مایکل اس. لانگت-هیگینز (۱۹۲۳-۲۰۰۴) ریاضی‌دان و اقیانوس‌نگار
- اچ. کریستوفر لانگت-هیگینز (۱۹۲۵-۲۰۱۶) شیمی‌دان نظری